# امارة (مكيراس)

تعديل مصدري - تعديل

امارة هي إحدى قرى عزلة مكيراس بمديرية مكيراس التابعة لمحافظة البيضاء، بلغ تعداد سكانها 42 نسمة حسب تعداد اليمن لعام 2004.